# Kleingebiet Nagyatád
Das Kleingebiet Nagyatád (ungarisch Nagyatádi kistérség) war bis Ende 2012 eine ungarische Verwaltungseinheit (LAU 1) innerhalb des Komitats Somogy in Südtransdanubien. Im Zuge der Verwaltungsreform Anfang 2013 gingen alle Ortschaften komplett in den Kreis Nagyatád (ungarisch Nagyatádi járás) über.
Ende 2012 lebten auf einer Fläche von 647,07 km² 26.100 Einwohner. Die Bevölkerungsdichte lag mit 40 Einwohnern/km² unter dem Komitatsdurchschnitt.
Der Verwaltungssitz befand sich in der einzigen Stadt, Nagyatád (10.921 Ew.).

## Ortschaften
Die folgenden 18 Ortschaften gehörten zum Kleingebiet Nagyatád:
| Bakháza    | Beleg      | Bolhás       | Görgeteg         | Háromfa  |  |
| Kaszó      | Kisbajom   | Kutas        | Lábod            | Nagyatád |  |
| Nagykorpád | Ötvöskónyi | Rinyabesenyő | Rinyaszentkirály | Segesd   |  |
| Somogyszob | Szabás     | Tarany       |                  |          |  |